# Domachowo (województwo wielkopolskie)
Domachowo – wieś w Polsce położona w województwie wielkopolskim, w powiecie gostyńskim, w gminie Krobia.

## Historia
Wieś pierwotnie związana była z Wielkopolską. Ma metrykę średniowieczną i istnieje co najmniej od końca XIII wieku. Wymieniona pierwszy raz w dokumencie zapisanym po łacinie z 1290 jako Domachowo, 1437 Domachow.
Miejscowość początkowo była własnością rycerską należącą do lokalnej szlachty wielkopolskiej, a później stała się wsią kościelną i należała do biskupstwa poznańskiego. W 1530 leżała w powiecie kościańskim Korony Królestwa Polskiego. Od 1293 była siedzibą własnej parafii, a w 1510 leżała dekanacie Śrem.
Wieś Domochowo należała pierwotnie prawdopodobnie na prawie lennym do „wolnych ziemian” wielkopolskich Okazanków lub Okazańców. W 1290 książę wielkopolski Przemysł II na prośbę biskupa poznańskiego Jana Gerbicza przyłączył źreb o nazwie Domachowo należący do Wojciecha zwanego Okazanek do dziedziny biskupa zwanej Zimnowo i uwolnił go od wszelkich powinności prawa polskiego przenosząc go na prawo niemieckie. W 1293 biskup ten dał temuż Wojciechowi swoje, uwolnione od [poprzednich nieprawnych] posiadaczy, dobra Zimnowo włącznie z Domachowem w celu lokowania na prawie niemieckim. Według archiwalnego dokumentu Wojciech miał dla siebie oraz dla swoich wolnych posiadać z gruntów biskupich, jak i ze swojego Domachowa 6 łanów oraz 6 ogrodów. On oraz jego synowie Jan i Florian za zgodą księcia Przemysła II mieli przyłączyć wieś Domachowo do dóbr biskupich pod warunkiem, że gdyby kiedyś utracili swe dobra wówczas nie będą mieli w dobrach biskupich, ani sołectwa, ani jakichkolwiek innych praw. Biskup ze swojej strony przyrzekł synom Wojciecha nie oddawać tych dóbr w ręce świeckie, a jeśli odda je w posiadanie duchownemu, obowiązani będą go słuchać, a gdyby sprzedał Zimnowo, Wojciech oraz jego synowie będą dalej posiadać Domachowo bez żadnych ograniczeń. Jako sołtysi nowo lokowanej na prawie niemieckim wsi Okazankowie otrzymali wolną karczmę, jatkę rzeźnicką, prawo do budowy młyna oraz polowania na ptactwo i zające. Według dalszych ustaleń z karczmy mieli płacić domachowskiemu kościołowi funt wosku. Wieś objęta została trzyletnią wolnizną, ale w jej okresie mieszkańcy wsi mieli płacić dwie grzywny dziesięciny. Po trzech latach natomiast mieszkańcy mieli płacić z każdego łanu po wiardunku oraz małdracie w pszenicy oraz życie, które miały być dostarczane do dworu biskupa w Dolsku. Oprócz tego co roku wszyscy mieli dawać wieprza wartości jednego wiardunku, połeć mięsa, 40 jaj, krowę o wartości 0,5 grzywny oraz po 2 kury.
W latach 1474–1529 odnotowani zostali sołtysi domachowscy oraz inni mieszkańcy. W 1474 „przezorny Maciej”. W 1484 Maciej sołtys oraz Grzegorz kmieć z Domachowa, którzy byli patronami altarii w Krobi, pozwali przed sądem tamtejszego altarystę, ponieważ zaniedbywał on swoje obowiązki. W 1501 odnotowano Michała Gołego, Andrzeja Szeląga, Pawła Łagódkę, Wojciecha Lecienia oraz Tomasza Wawrzeka. W 1529 wspomniany został Paweł Łagódka oraz Wawrzyniec Karczmarz.
Wieś odnotowały historyczne rejestry podatkowe. W 1510 Domachowo, Stara Krobia, Krajewice, Ziółkowo, Bodzewko i Rębowo znajdowały się w uposażeniu domachowskiego plebana. Z Domachowa pobierano dziesięcinę z 6 łanów sołeckich oraz meszne z 17 łanów osiadłych. Już w początku XVI wieku we wsi istniała lokalna szkoła. Dokument z 1510 odnotowuje płatność z 17 łanów w wysokości 0,5 grosza jakie dla rektora szkoły w Domachowie na wino kościelne mieli płacić mieszkańcy. Altaria w kościele parafialnym w Domachowie miała zapisane 5 grzywien czynszu rocznego z zastrzeżeniem prawa odkupu przez panów wsi Domachowo, których nie odnotowano z nazwiska. W 1556 biskup poznański Andrzej Czarnkowski wykupił całe sołectwo w Domachowie.
Wieś duchowna, własność biskupstwa poznańskiego, pod koniec XVI wieku leżała w powiecie kościańskim województwa poznańskiego w Rzeczypospolitej Obojga Narodów.
W wyniku II rozbioru Rzeczypospolitej w 1793, miejscowość przeszła w posiadanie Prus i jak cała Wielkopolska znalazła się w zaborze pruskim. W okresie Wielkiego Księstwa Poznańskiego (1815-1848) miejscowość należała do wsi większych w ówczesnym pruskim powiecie Kröben (krobskim) w rejencji poznańskiej. Domachowo należało do okręgu ekonomii Krobia tego powiatu i stanowiło część majątku Chumiętki, którego właścicielem był wówczas rząd pruski w Berlinie. Według spisu urzędowego z 1837 roku wieś liczyła 280 mieszkańców, którzy zamieszkiwali 32 dymy (domostwa).
W latach 1975–1998 miejscowość administracyjnie należała do województwa leszczyńskiego.
Wieś jest ośrodkiem folkloru biskupiańskiego. Znaczącym zabytkiem jest drewniany kościół św. Michała z XVI w, w którym w 2018 odkryto dobrze zachowaną polichromię z XVI w.